# AeroLites AeroMaster Ag
L'AeroLites AeroMaster Ag est un monoplan monoplace à aile basse démontable et train classique fixe américain destiné au travail agricole apparu en 1993.
Commercialisé en kit pour la construction amateur, il peut recevoir tout moteur Rotax de 50 à 80 ch. Cet appareil est équipé d’un système de pulvérisation dit SprayMiser de 114 litres qui vient se loger sous le fuselage. Le kit était vendu 23 600 U$ en 2000.